# Mattias Kumm
Mattias Kumm (* 15. August 1967 in Bremen) ist ein deutsch-US-amerikanischer Rechtswissenschaftler und Hochschullehrer.

## Leben
Kumm legte 1986 das Abitur an der Deutschen Schule London ab und leistete anschließend seinen Wehrdienst. Er studierte von 1987 bis 1994 Rechtswissenschaften, Politikwissenschaften und Philosophie an der Christian-Albrechts-Universität zu Kiel sowie Rechtswissenschaften an der Universität Paris 1 Panthéon-Sorbonne und Philosophie am Institut Catholique de Paris. Sein Referendariat absolvierte er in Kiel und Hamburg mit dem Zweiten Staatsexamen. An der Harvard Law School wurde er mit der Dissertation Policing the Leviathan: Constitutional Democracy, National Courts and the Enforcement of Supranational Law promoviert. Von 1998 bis 2000 hatte er verschiedene Gastprofessuren und Lecturerships, unter anderem an der Harvard Law School, der National University of Singapore, der Bucerius Law School und der Universidad de Navarra. Seit 2000 ist er Inhaber einer Professur an der New York University School of Law und seit 2010 einer Forschungsprofessur für „Rule of Law in the Age of Globalization“ am Wissenschaftszentrum Berlin für Sozialforschung (WZB) sowie einer Forschungsprofessur an der Juristischen Fakultät der Humboldt-Universität zu Berlin. Er war zudem Visiting Professor am Europäischen Hochschulinstitut in Florenz. Er ist Mitglied der Vereinigung für Verfassungsgeschichte.
Kumm lebt und arbeitet in Berlin und New York City.

## Lehre und Forschung
Kumms Forschung und Lehre konzentriert sich auf grundlegende Fragen des internationalen und europäischen Rechts sowie des vergleichenden öffentlichen Rechts. Er analysiert die enge analytische Verbindung von Recht, dem Anspruch auf legitime Herrschaft und praktischer Vernunft und fragt nach den institutionellen, normativen und soziologischen Voraussetzungen, unter denen dieser Anspruch eingelöst werden kann. Er argumentiert für die Notwendigkeit, die liberal-demokratische Verfassungstradition kosmopolitisch und pluralistisch zu rekonstruieren. Seine Arbeit ist unter anderem beeinflusst von Hans Kelsen, Robert Alexy und Ronald Dworkin.